# 노동과 환경

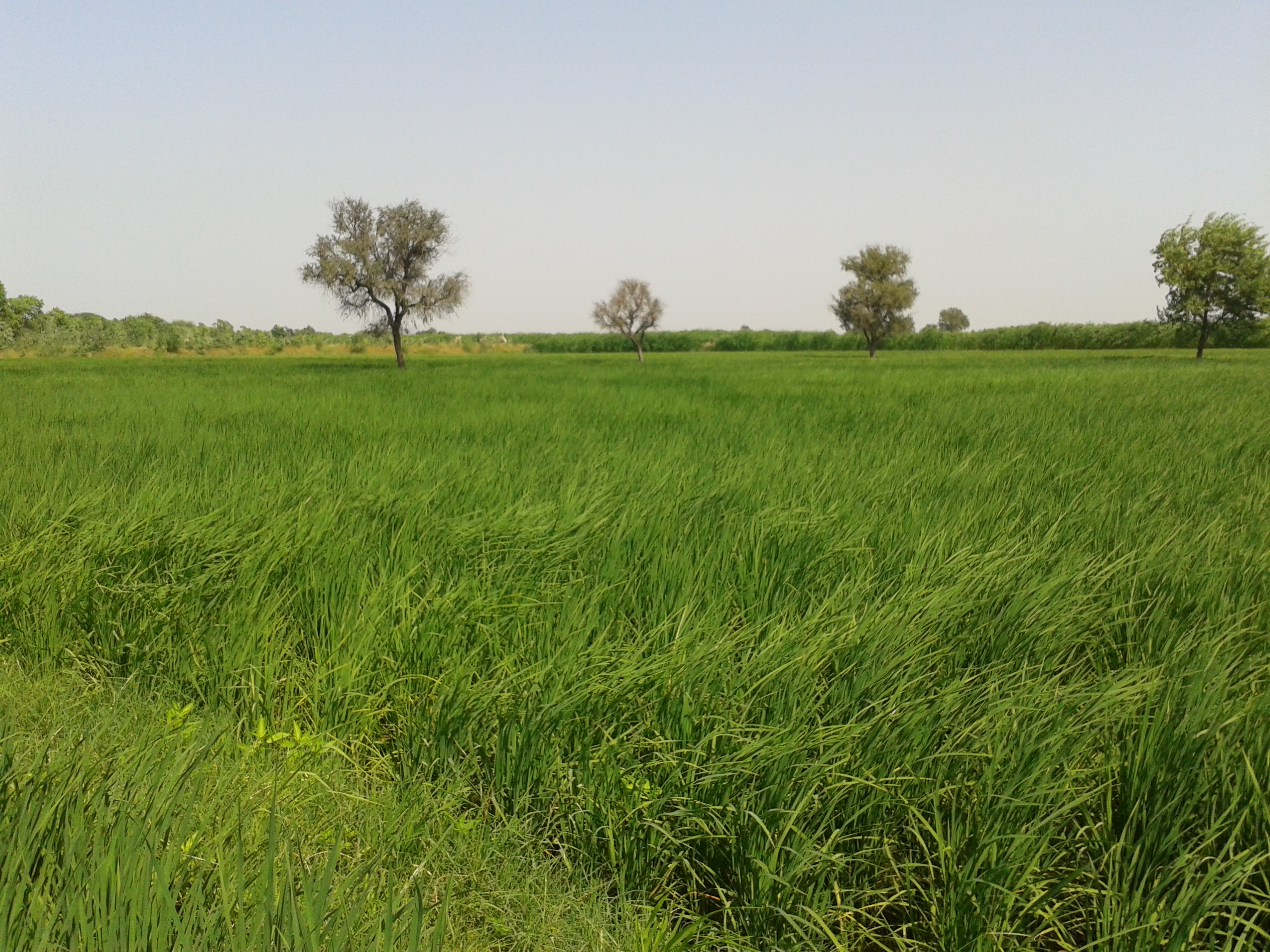

노동과 환경은 하나로 연결될 수 있는 서로 다른 두 가지 개념이다. 노동은 일반적으로 경제적 수익을 위해 수행되는 작업으로 정의된다. 환경은 공기, 물, 광물, 유기체 및 생태에 기여하는 모든 요소로 정의된다. 개인이나 전체 인구의 삶을 구축하는 것은 집단적이고 문화적 압력이다. 벌목, 광업, 관광업 형태의 인간 노동은 경제협력개발기구(OECD) 포럼에 참가한 여러 국가에서 환경 기능에 부정적인 영향을 미쳤다. OECD는 정부가 함께 협력하여 시장 경제가 적절하게 기능하도록 하고 경제 성장, 부, 지속 가능한 발전을 늘리기 위해 노력하는 34개 국가의 목록이다. 노동이 환경에 미치는 영향이 너무 커서 부정적인 결과를 제한하는 정책을 시행함으로써 인간이 환경에 자신의 능력을 발휘하는 방식을 바꾸려고 노력하는 많은 기업과 캠페인이 시작되었다.

## 같이 보기
- 경제협력개발기구